# Darkened Nocturn Slaughtercult

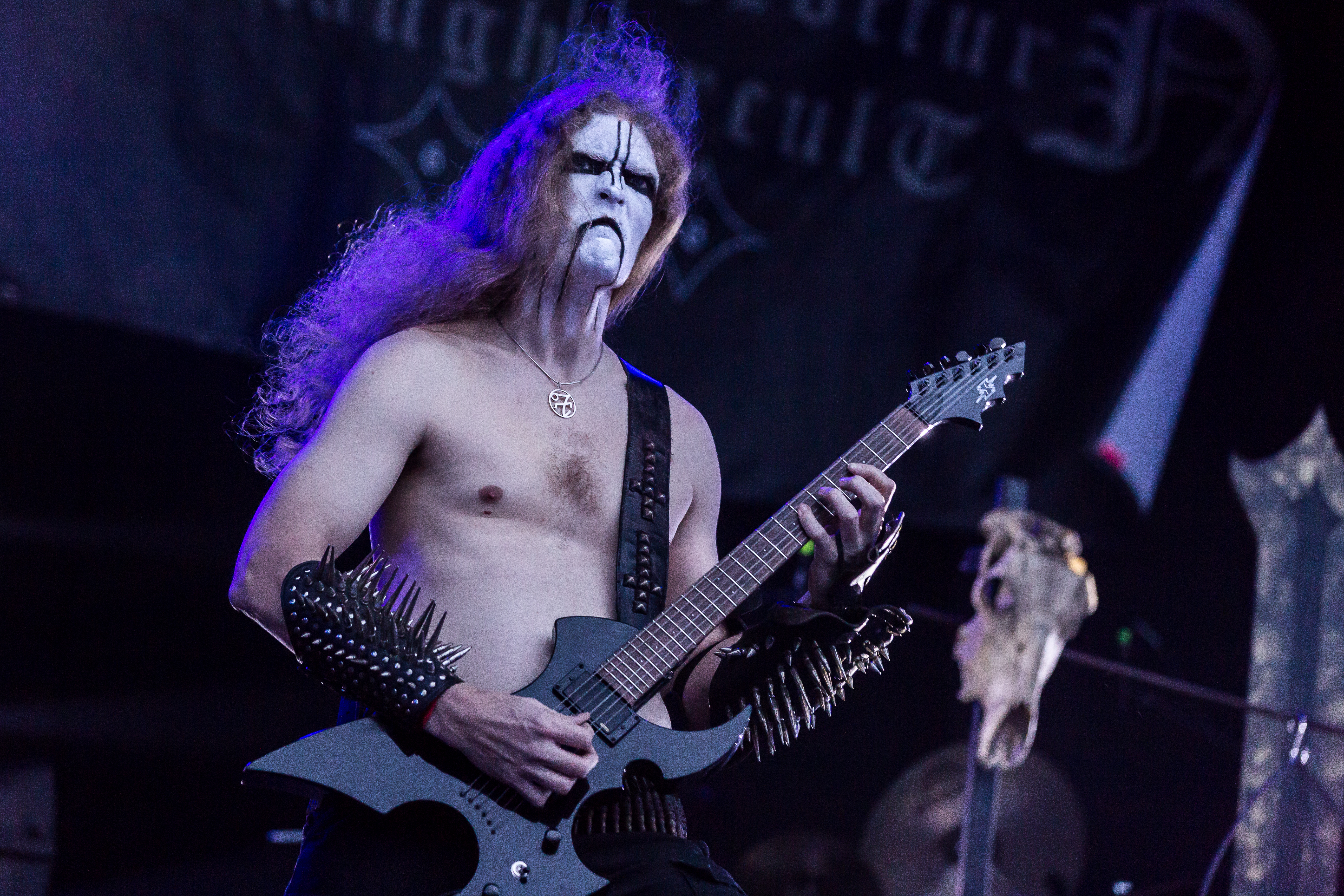
Sven „Velnias“ Galinsky auf dem Party.San 2017

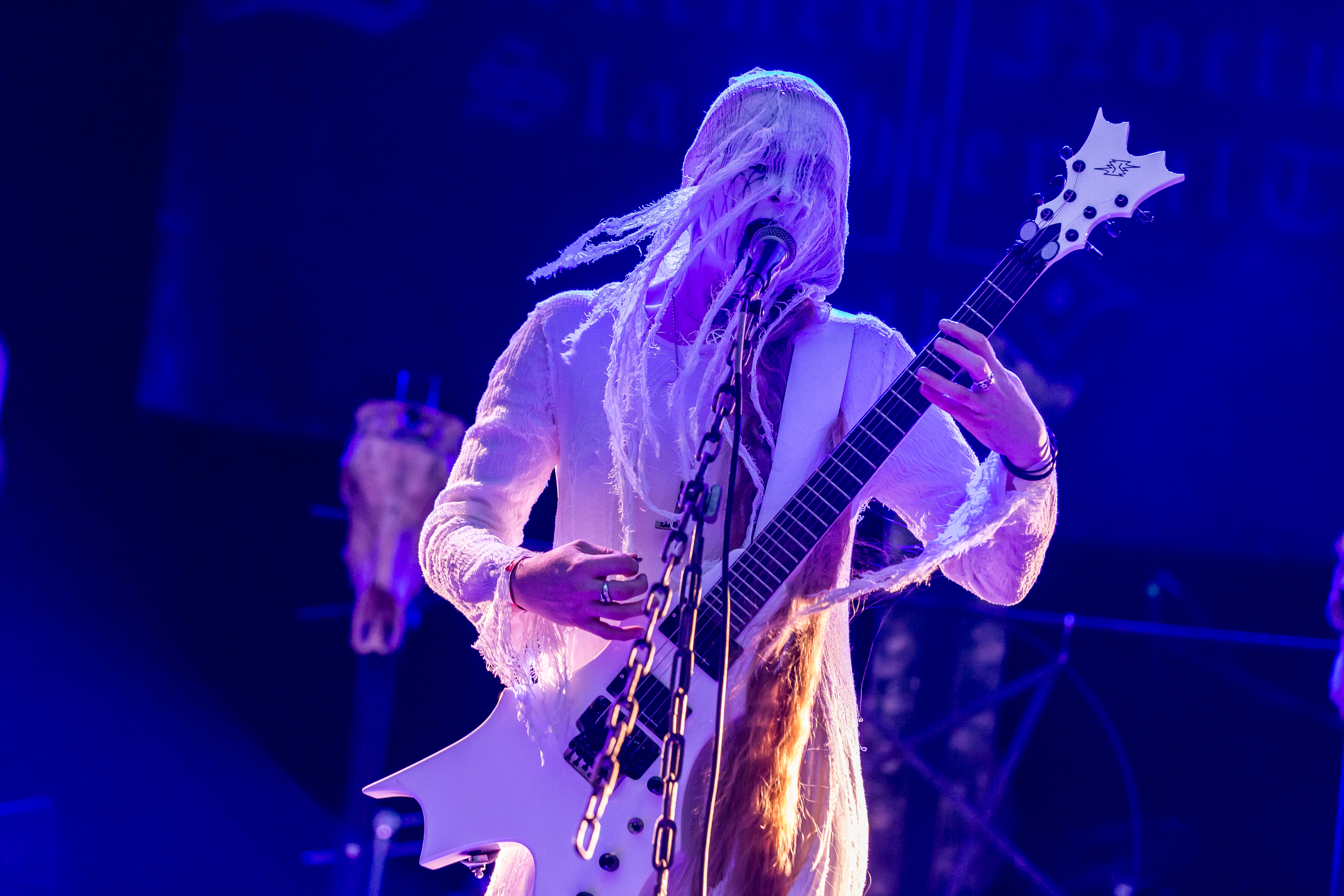
Yvonne „Onielar“ Wilczynska auf dem Party.San 2017

Darkened Nocturn Slaughtercult (dt. etwa: „Dunkler Nachtgebets-Schlächterkult“, auch als DNS abgekürzt) ist eine deutsche Black-Metal-Band, die im Winter 1997 in Dormagen gegründet wurde.

## Stil

### Musik
Darkend Nocturn Slaughtercult spielen vorwiegend klassischen, rohen Black Metal. Die in dieser Spielart des Metal üblichen extrem schnellen, treibenden Riffs werden nahezu ausschließlich von der Leadgitarre gespielt, während Bass und Rhythmusgitarre eher ein begleitendes, mittleres Tempo verfolgen. Die Struktur der Songs ist relativ einfach gestrickt, so besteht zum Beispiel das Stück Das All-Eine – außer der Bridge – nur aus zwei Akkorden. Am Schlagzeug dominieren die im extremen Metal üblichen Blastbeats und das Doublebassspiel. Die Band hat keinen Keyboarder, da sie „Synth-Klänge“ ablehnt. Ruhigere Passagen sind hauptsächlich bei den Intros zu finden. Zwischenspiele kommen kaum vor. Im Gegensatz zu den meisten Black-Metal-Bands wird der gutturale Gesang bei Darkened Nocturn Slaughtercult von einer Frau übernommen, ähnlich wie bei Bands wie Gallhammer oder Riti Occulti. Hintergrundgesang gibt es keinen.

### Texte und Ideologie
Inhaltlich befassen Darkened Nocturn Slaughtercult sich mit Satanismus, Okkultismus, Tod und dem Bösen. Darkened Nocturn Slaughtercult nennen auch „puren Hass“ und „gotteslästerliche Lebensverachtung“ als Inspirationsquellen. Dabei wird vor allem Wert darauf gelegt, dass die ursprünglichen Ideen des Black Metal verarbeitet werden. Misanthropie spielt in den Texten ebenfalls eine tragende Rolle.
In einem Interview mit Lars Jamne vom Magazin Oskorei aus dem Jahr 2000 beschreibt Gitarrist Sven „Velnias“ Galinsky die politischen Ansichten der Band. So teile man eine „eigene Vision einer perfekten weißen Welt“ und stimme der „sogenannten rechten Bewegung“ zu. Außerdem sprach er sich gegen Rassenmischung aus. Dennoch betonte Galinsky, dass politische Themen im Black Metal nichts zu suchen hätten. In späteren Interviews wird diese Ideologie relativiert: Die Band verachte „NSBM, verfilzte Zecken oder den partyliebenden Wochenend-Alkoholiker-Metaller“ und sei „weder rechts noch links“. In einem Interview mit dem Eternity Magazin aus dem Jahr 2018 wiederum bezeichnete die Band Menschen, die ein Geschlechts oder eine „Rasse“ für überlegen hielten, als Narren, und betonten die Bedeutung individueller Stärken und Schwächen.

## Diskografie
Alben

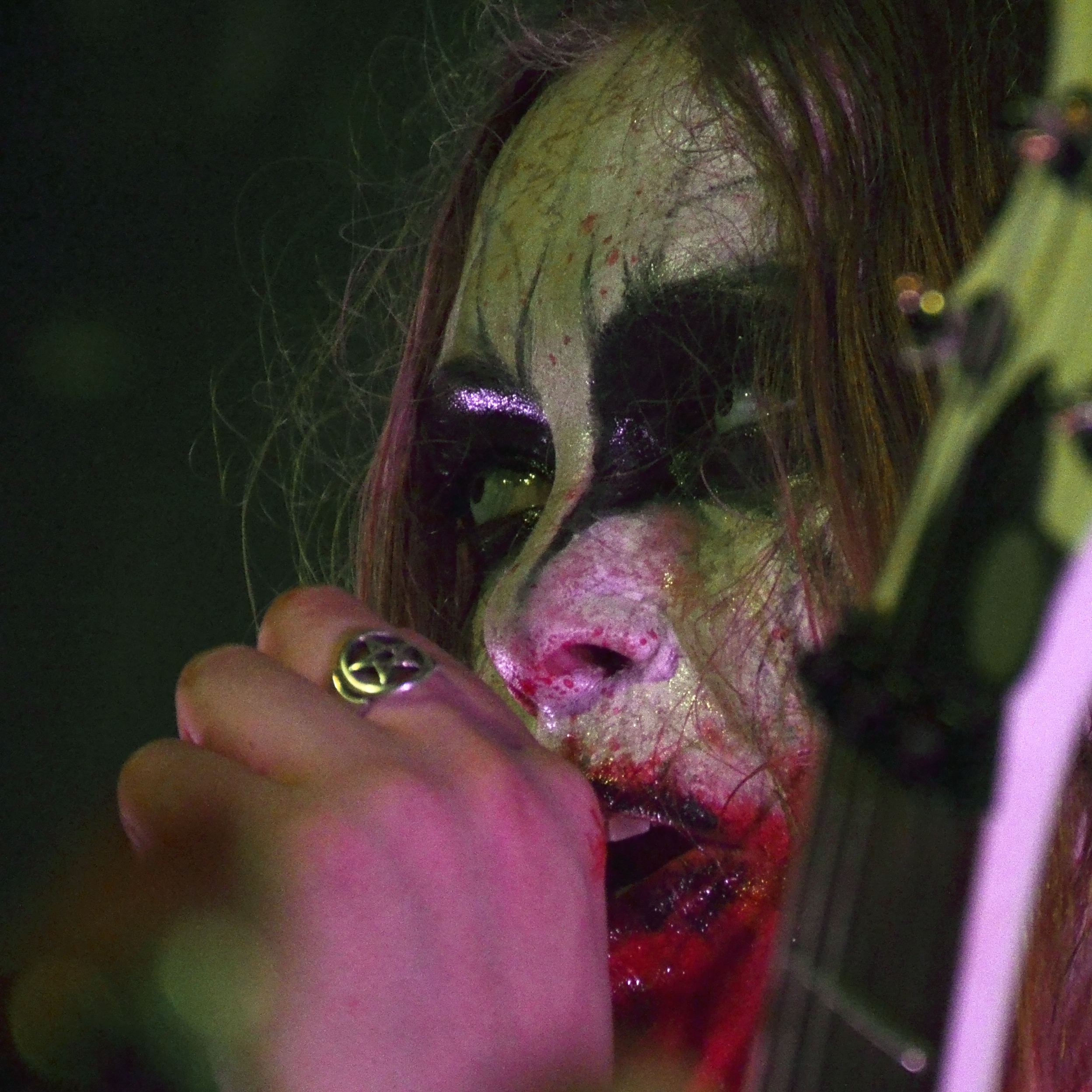
„Onielar“, Sängerin der Band

- 1999: The Pest Called Humanity (Eigenveröffentlichung)
- 2001: Follow the Calls for Battle (Eigenveröffentlichung)
- 2004: Nocturnal March (Eigenveröffentlichung)
- 2006: Hora Nocturna (Eigenveröffentlichung)
- 2009: Saldorian Spell (War Anthem Records)
- 2013: Necrovision (War Anthem Records)
- 2014: Nocturnal March (Osmose Productions)
- 2019: Mardom (War Anthem Records)